# Terebra helichrysum
Terebra helichrysum é uma espécie de gastrópode do gênero Terebra, pertencente a família Terebridae.